# Neobalanocarpus heimii
Neobalanocarpus heimii là một loài thực vật thuộc họ Dipterocarpaceae. Loài này có ở Malaysia, Singapore, và Thái Lan.

## Hình ảnh

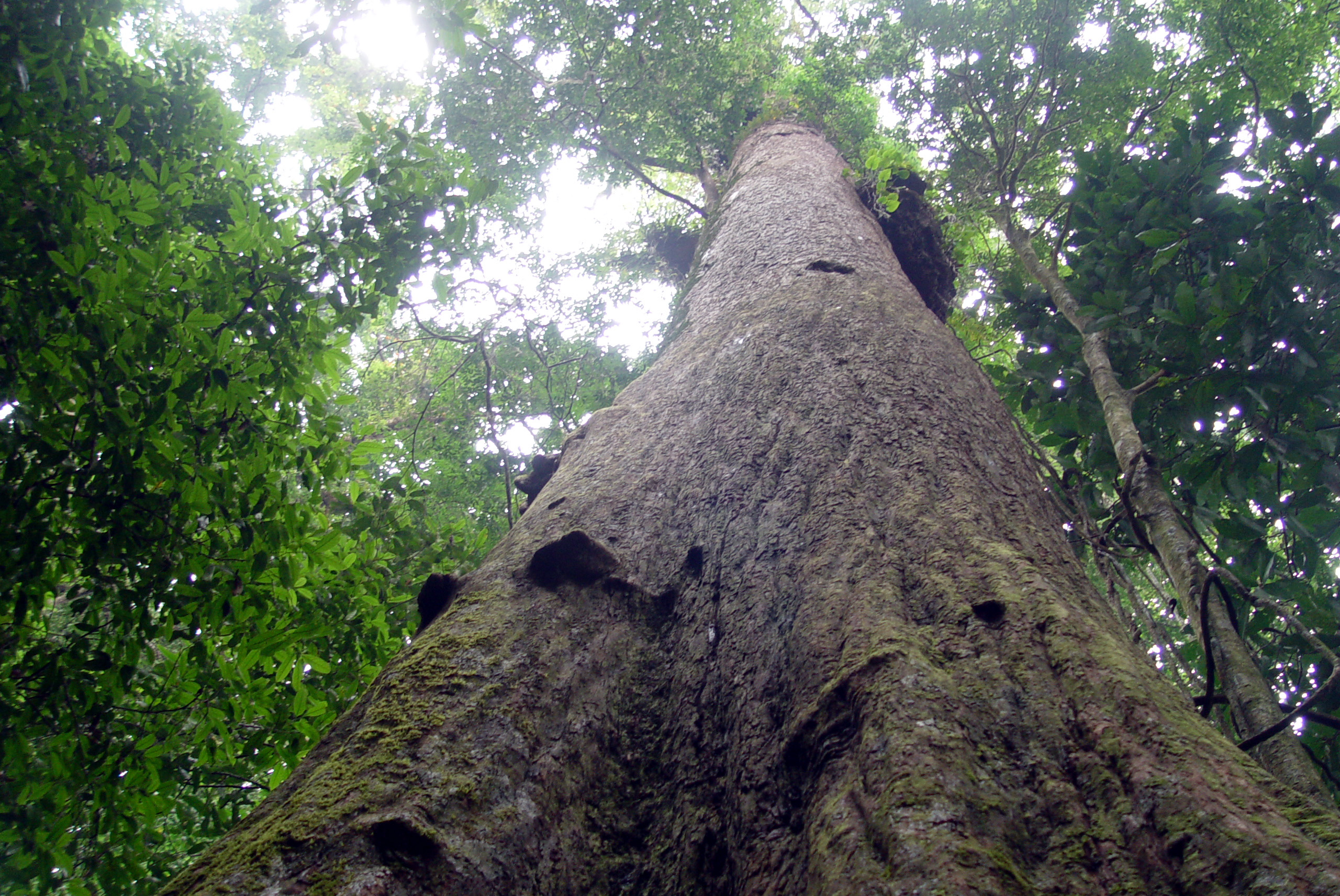
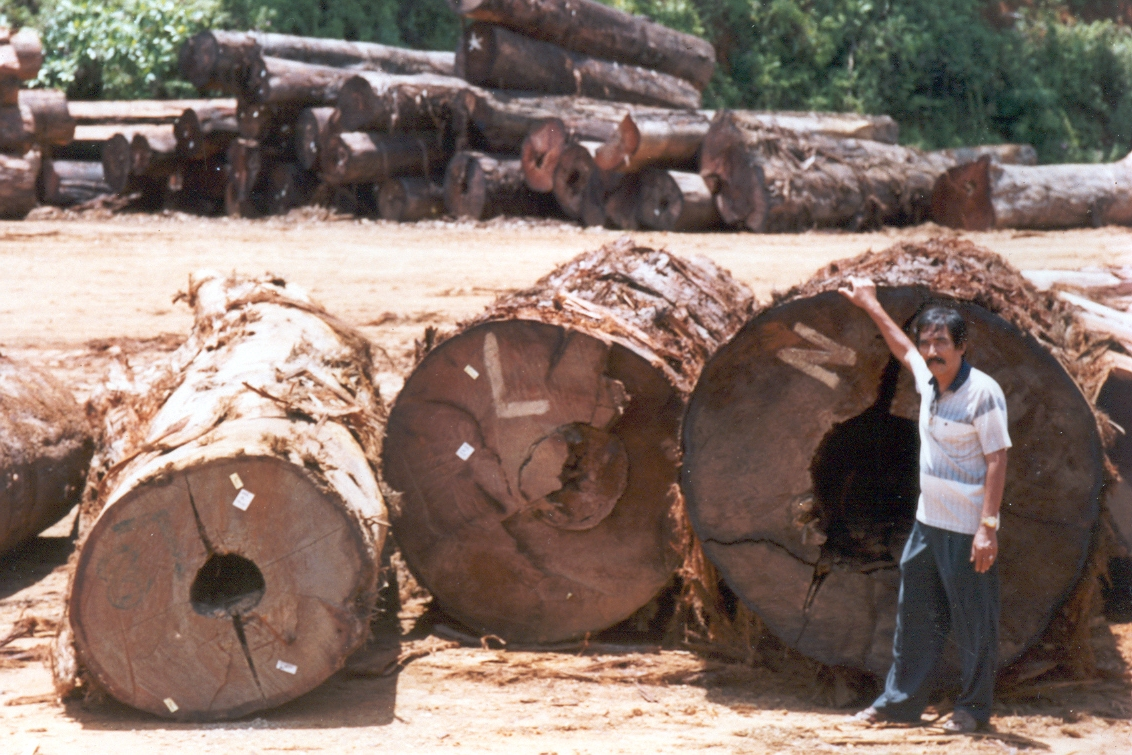
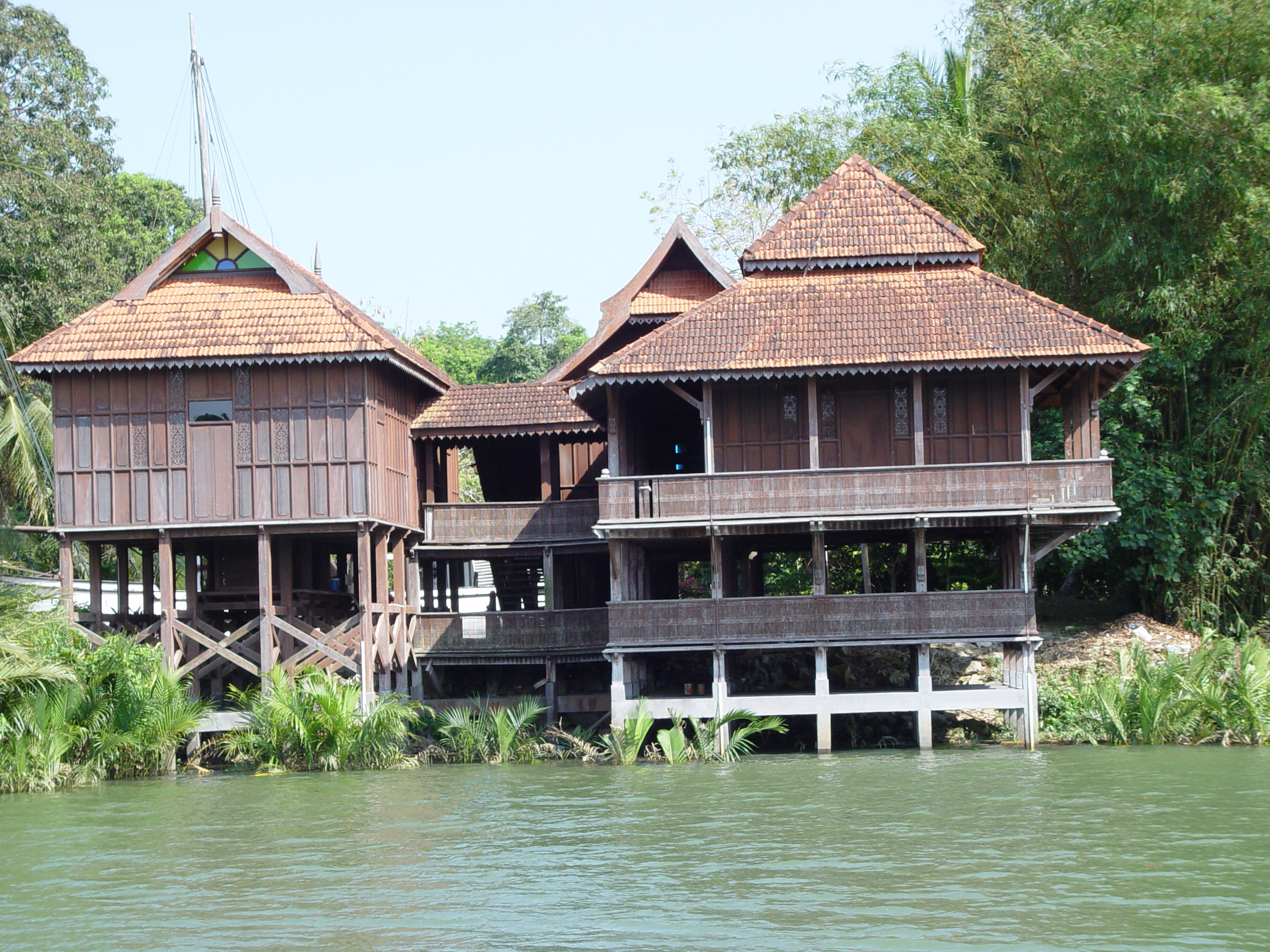
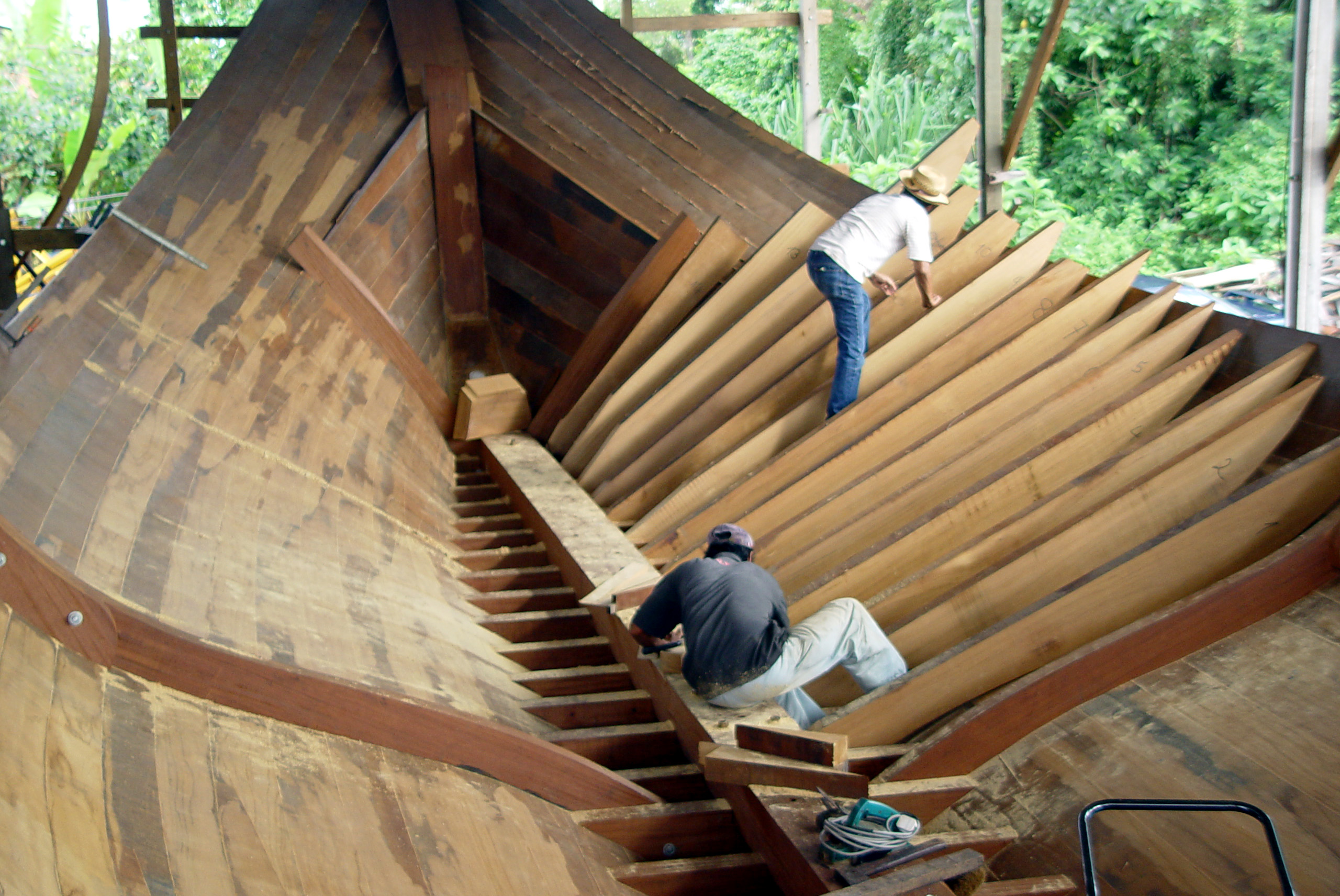